# Personnages de Crash Bandicoot
 (mai 2022).
 (mai 2022).
- Si vous ne connaissez pas le sujet, laissez ce bandeau (vous pouvez alors contacter les auteurs).
- Si vous supprimez le contenu mis en cause (vous pouvez préalablement contacter les auteurs),

argumentez précisément cette suppression dans la page de discussion
(un manque de référence n'est pas un argument ; une recherche réelle de référence doit avoir été effectuée, être formellement documentée).
La série Crash Bandicoot, initiée par le jeu Crash Bandicoot en 1996, se compose de plusieurs jeux vidéo. Elle présente de nombreux personnages au gré des différentes aventures mises en scène. Cet article présente les personnages de Crash Bandicoot.

## Les protagonistes

### Crash Bandicoot
Crash Bandicoot, originaire des îles Wumpa, c'est le héros principal de la série. Souvent contraint de mettre un terme aux plans diaboliques de Néo Cortex, Crash vit des aventures mouvementées parfois en compagnie de sa famille (Coco, Polar, Pura, etc.).
Il est un bon ami de Aku Aku et tous deux s'allient souvent afin d'être plus fort lorsqu'un ennemi se mesure à eux. Crash aime les fruits Wumpa, la plage, la danse, la Chantilly Wumpa, le Yoyo, mais il aime également les aventures délirantes qu'il parcourt.
Dans Crash Team Racing: Nitro-Fueled, Crash dispose d'une version bébé.

### Coco Bandicoot
Coco Bandicoot est la petite sœur de Crash Bandicoot, ainsi qu'une surdouée en informatique. Elle est bien plus mature que ce dernier. Cette jeune fille est passionnée d'arts martiaux et possède un QI de 164. Elle ne se sépare jamais de son ordinateur portable et a une parfaite maîtrise des véhicules. Elle fut créée par le Dr. Neo Cortex et le Dr. Nitrus Brio qui la cachèrent, mais fut retrouvée par Crash après leur première défaite. Elle est apparue pour la première fois dans Crash Bandicoot 2: Cortex Strikes Back, et réapparaîtra dans tous les opus suivants. C'est un personnage jouable depuis Crash Bandicoot 3: Warped, dans des niveaux en Jet Ski, à dos de son tigre Pura ou encore en avion de chasse.
Dans sa première apparition, Coco est quelque peu capricieuse, en demandant à Crash de lui chercher une nouvelle batterie pour son ordinateur. Elle est spécialement connue pour son intelligence et sa forte expérience en informatique, notamment en mécanique, où elle arrive à construire un kart avec une forte barre d'accélération dans Crash Team Racing.
Coco est aussi la rivale du Docteur N. Gin, avec qui elle est en concurrence sur les travaux mécaniques. Dans Crash Bandicoot 2: Cortex Strikes Back et jusqu'à Crash Twinsanity, Coco avait une personnalité d'une jolie petite fille capricieuse. Ce n'est qu'à partir de Crash Tag Team Racing qu'elle devient bien plus précieuse et semble avoir des penchants pour tout ce qui touche à la mode, les soins de beauté, et possède un costume alternatif de princesse. C'est d'ailleurs dans ce jeu qu'elle se trouve une nouvelle rivale : Nina Cortex, la nièce du Dr. Neo Cortex , qu'elle accuse souvent de lui voler des objets pour ses voitures. Dans Crash of the Titans, Coco abandonne son intérêt pour la mode, et retrouve sa passion pour la technologie.
Dans Crash Bandicoot: N. Sane Trilogy, Coco est à présent totalement jouable dans les différents niveaux des trois épisodes (les joueurs peuvent choisir de la jouer à la place de Crash et vice versa, sur la carte du monde ou dans le hub). Son caractère a été un peu adouci et se rapproche de celui de son frère sur certains points : elle possède différentes animations dans les niveaux, lorsqu'elle est immobile, où elle imite la Crash Dance de son frère ou prend des selfies avec son téléphone portable par exemple (cette habitude est également reprise dans Crash Team Racing: Nitro-Fueled, durant la remise des trophées sur le haut du podium).
Coco a aussi une version bébé d'elle même dans Crash Team Racing: Nitro-Fueled. Dans ses deux formes, elle se focalise sur l’accélération afin de permettre aux nouveaux joueurs de se familiariser avec la mécanique des dérapages.
Dans Crash Bandicoot 4: It's About Time, Coco semble entamer une relation amicale avec la Tawna d'une autre dimension, après avoir vaincu avec Crash, le Dr N.Tropy et sa version féminine. Elle semble également avoir troqué son ordinateur pour une tablette tactile.
Mis à part Crash Bandicoot XS, Crash Bandicoot : Fusion, Crash Twinsanity, Crash of the Titans et Crash : Génération Mutant, elle est jouable dans tous les opus de la série.

### Aku Aku
Aku Aku est un ancien sorcier des îles Wumpa qui se manifeste à travers un masque pour protéger les personnes vertueuses et innocentes vivant dessus. C'est un bon ami, ainsi qu'un vieux sage pour les Bandicoots. Son éternel ennemi est le maléfique Uka Uka, son propre frère jumeau qui est son total opposé, et qui dirige le « Mal ».
Autrefois, ils appartenaient tous les deux à une communauté de masques des îles qui luttaient contre les Masques des Éléments. Uka Uka s'allia ensuite à eux et ils devinrent alors assez puissants pour éliminer les masques des îles, sauf Aku Aku. Celui-ci emprisonna Uka Uka sous terre et congela les Masques des Éléments par le pouvoir des cristaux.

## Les alliés

### Tawna
Tawna est une femelle bandicoot belle et sexy, qui est la petite amie de Crash Bandicoot après que celui-ci l'a délivrée des griffes du Docteur Neo Cortex dans le premier Crash Bandicoot. Par la suite, son physique étant jugé trop outrageux pour le jeune public, Tawna est oubliée par les développeurs et cet aspect relationnel de Crash n'est plus développé dans les jeux originels. Ce qui explique son absence de tous les autres opus de la série, mis à part Crash Boom Bang.
Tawna reviendra dans Crash Bandicoot: N. Sane Trilogy, et en personnage jouable dans Crash Team Racing: Nitro-Fueled, jeu dans lequel elle devient un personnage centré sur l’accélération. C'est d'ailleurs le premier jeu de la série où elle parle. On remarque ainsi qu'elle est sûr d'elle, durant les courses, tout en ayant un certain côté séducteur, rappelant vaguement Jessica Rabbit du film Qui veut la peau de Roger Rabbit.

### Tawna (autre dimension)
Tawna apparaît comme personnage jouable dans Crash Bandicoot 4: It's About Time. Cependant, il s'agit d'une Tawna d'une autre dimension. C'est pour ça qu'elle arbore un look différent. Cette Tawna-là est un peu plus aventurière. Son style se rapproche d'une héroïne de films d'action. Elle attaque au corps à corps avec des coups de pied et utilise un grappin comme arme pour étourdir les ennemis, briser des caisses en arrière-plan ou pour se balancer d'un bout à l'autre. On apprendra plus tard dans l'aventure qu'elle a été témoin de la mort de Crash et Coco dans sa dimension, provoquée par la version féminine du Dr Nefarious Tropy, venant également du même univers que la bandicoot aventurière. Ce qui explique pourquoi elle préfère travailler en solitaire, jusqu'à la défaite du duo N. Tropy. Elle finira par entamer un nouveau départ avec les Crash et Coco originaux dans leur propre dimension et deviendra très proche d'eux. (On la retrouvera en train de jouer à la console avec ces derniers sur la plage de N. Sanity à la fin du jeu)
On apprendra par la suite qu'elle est repartie à l'aventure dans diverses expéditions qui l'ont menée à Eldorado, Shangri-La et l'Atlantide. Elle a également participé à une courte aventure avec un certain "Shmatan Trake" (clin d’œil à Nathan Drake de la série de jeu vidéo Uncharted de Naughty Dog, studio créateur de la série Crash Bandicoot), avant de faire une pause pour se recentrer sur elle même.

### Polar
Polar est un petit ours polaire qui est l'animal de compagnie de Crash. Bien que ce soit un ami proche de Pura, Polar est son opposé. Polar est calme et introverti. Crash monte sur Polar contre son dans Crash Bandicoot 2: Cortex Strikes Back dans certains niveaux enneigés ainsi qu’un niveau de toundra où ils sont poursuivis par des ours polaires particulièrement féroces.
Polar apparaît d'abord dans Crash Bandicoot 2: Cortex Strikes Back, où il est trouvé par Crash Bandicoot alors que ce dernier traversait un paysage glacial. Crash, Coco et Aku Aku l'ont adopté dans leur maison de l'île de N. Sanity. Il a une personnalité douce, il est introverti et attachant, ce qui fait de lui un des personnages les plus appréciés du jeu.
Il revient dans Crash Bandicoot 3: Warped, où il garde la maison pendant que les Bandicoots et Aku Aku s'absentent. À la fin de l'aventure des Bandicoots, il accueillit très bien Pura, un tigre qui sera son meilleur ami.
Il fait un petit caméo dans Crash Bash (Crash Bandicoot monte sur lui dans les niveaux de style Polar Push). Polar est un grand amateur de crèmes glacées, grâce à ses origines polaires surtout, et n'hésite pas à les faire goûter à qui que ce soit. Il revient ensuite en faisant un caméo dans Crash Bandicoot XS et dans Crash Bandicoot : Fusion, où il est poursuivi par Nina Cortex, la nièce du Docteur Neo Cortex, qui est très attirée par les animaux.
Polar fera sa toute première apparition jouable dans Crash Team Racing et reviendra dans Crash Nitro Kart et Crash Team Racing: Nitro-Fueled. Dans tous ces jeux, il conduit un véhicule lent mais maniable, ce qui le rend très accessible pour les nouveaux joueurs qui peuvent être attirés par son côté mignon.
Dans Crash Twinsanity, il revient à nouveau, mais il semble être du côté du Dr. Neo Cortex cette fois-ci : on le voit assister avec les méchants à la bataille de Crash Bandicoot face à Cortex armé d’une batte de base-ball, apparemment fatigué que Crash le prenne comme une monture sans son accord. Il fait un dernier caméo dans Crash Boom Bang!, où il porte un jean et apparaît anthropomorphique, et semble ne plus avoir de la rancœur envers Crash : même si le jeu est considéré non-canon, on peut quand même constater que Polar semble avoir fait la paix avec Crash.
Polar revient en tant que monture dans Crash Bandicoot 4: It's About Time.

### Pura
Pura est un petit tigre qui est l'animal de compagnie de Coco. Bien que ce soit un ami proche de Polar, Pura est son opposé, étant souvent surexcité et extraverti.
Coco monte sur Pura dans Crash Bandicoot 3: Warped sur la muraille de Chine. A la différence de Crash qui monte sur le pauvre Polar sans son accord, Pura semble heureux de transporter Coco, et à la fin de chaque niveau, les deux compères se frottent la tête en geste d’affection.
C'est aussi un personnage jouable dans Crash Team Racing, Crash Nitro Kart, Crash Boom Bang! et Crash Team Racing: Nitro-Fueled : dans chacun des jeux de course, Pura est un pilote pour débutants comme Polar.
Pura apparaît également dans la cinématique d'introduction de Crash Bandicoot : La Vengeance de Cortex aux côtés de Crash et de Coco.
Bien que n'apparaissant pas physiquement dans Crash Bandicoot 4: It's About Time comme Polar, il fait un caméo dans la parade du niveau intitulé "Décalé" sous la forme d'un ballon géant, le représentant sur son kart de Crash Team Racing (on remarquera qu'il arbore un nœud rouge sur le bout de sa queue)

### Bébé T. Rex
Bébé T.Rex est un Tyrannosaurus Rex qui aide Crash à passer des obstacles dans Crash Bandicoot 3: Warped. Il lui sert de compagnon secondaire et il est plus tard hébergé chez les Bandicoots. Le Bébé T-Rex est très mignon et aime paître l'herbe lorsqu'il ne doit pas aider son ami Crash. Il apparaît pour la première fois en personnage jouable dans Crash Team Racing: Nitro-Fueled, dans lequel il devient un personnage avancé centré sur la vitesse et l’accumulation de dérapages, et il dispose d’un circuit se déroulant dans un Mésozoïque corrompu par le Faux Crash.

### Shnurgle
Shnurgle est une petite créature alienne bipède qui fait office de monture dans le niveau "Atterrissage d'urgence" de Crash Bandicoot 4: It's About Time. Il ressemble vaguement à un petit dinosaure bleu avec une collerette de plumes jaunes et deux antennes sur la tête. Shnurgle est en quelque sorte la version extraterrestre de Bébé T-Rex.

### Crunch Bandicoot
Crunch a été créé par le Docteur Neo Cortex à partir de l'ADN de Crash Bandicoot. Il fut métamorphosé en super Bandicoot, costaud avec beaucoup de muscles et un sale caractère.
En réalité, Crunch a été créé pour détruire Crash et Coco, mais a fini par les rejoindre à la fin de Crash Bandicoot : la Vengeance de Cortex, ayant compris que Cortex se servait de lui uniquement pour détruire d'innocents Bandicoots qui se battaient contre le Mal.
Dans Crash Bandicoot 2: N-Tranced, Crunch se fera capturer et laver le cerveau par N. Trance afin de combattre Crash, mais après que ce dernier l'a battu, il retrouvera ses esprits. Il fait un caméo dans Crash TwinSanity et Crash Bandicoot: Fusion.
Dans Crash of the Titans, Crunch se fera geler par Cortex au début du jeu, et sera seulement libéré par Crash à la fin. On le revoit aussi dans Crash : Génération Mutant, où il se fait hypnotiser par le nouveau gadget de Cortex, le Rayon NV (qui transforme les personnes en une espèce de mutant), mais il sera bien évidemment secouru par Crash.
Crunch est également un personnage jouable dans Crash Nitro Kart, Crash Tag Team Racing, Crash Boom Bang! et Crash Team Racing: Nitro-Fueled : dans ces premier et dernier jeu, il est un personnage avancé focalisé sur la vitesse.

### Les Masques du Quantum
Les Masques du Quantum sont un groupe de quatre masques pacifiques, apparaissant dans Crash Bandicoot 4: It's About Time. En utilisant leur puissants pouvoirs dans les différents niveaux, Crash et Coco changent temporairement de vêtements, en fonction du masque qu'ils utilisent.
- Lani-Loli est le masque de la phase. Porté par Crash et Coco, il est capable de phaser et déphaser certains éléments (caisses, plates-formes...) qui n'existent pas. Cependant, si l'un des bandicoot passe au même moment sur un élément phasé (comme une plate-forme), il se retrouve écrasé subitement dessus.
- Akano est le masque de la matière noire. Grâce à lui, Crash et Coco ont la possibilité d'augmenter la puissance de leur attaque tornade avec l'aide de la matière noire et la transformer en un véritable ouragan. Sa puissance permet également aux deux héros de planer dans les airs.
- Kupuna-Wa est le masque du temps. Elle peut permettre à Crash et Coco de ralentir le temps autour d'eux, afin de pouvoir passer certains endroits où se trouvent des plates-formes ou des obstacles très rapides.
- Ika-Ika est le masque de la gravité. Avec son pouvoir, Crash et Coco sont capables de changer la direction de la gravité à leur guise, afin de marcher la tête en bas, au-dessus du sol.

## Les antagonistes principaux

### Dr. Neo Cortex
Le Docteur Cortex, de son nom complet Neo Periwinkle Cortex est un savant fou. Créateur de Crash Bandicoot l'ayant rejeté après qu'il a échoué à l'hypnotiser, il tente à plusieurs reprises de l'éliminer au cours de ses plans de conquête du monde en utilisant son armée de mutants et de collègues scientifiques plus compétents qu'il ne l'est.

### Uka Uka
Uka Uka est le jumeau diabolique d'Aku Aku, ainsi que le patron du Docteur Neo Cortex et de ses nombreux sbires de service. Il faisait partie autrefois parti d'un groupe de masques bienfaisants luttant contre les terribles Masques des Éléments, mais fit une alliance avec ces derniers menant à la destruction des Masques du camp du « Bien », à l'exception de son frère Aku Aku qui, par la suite, emprisonna alors Uka Uka et renvoya les Masques des Éléments en hibernation à l'aide des Cristaux. Uka Uka fut ensuite libéré par N. Brio, par accident, lorsque celui-ci détruisit la station spatiale de Cortex à la fin de Crash Bandicoot 2. Puis, dans Crash Bandicoot 3: Warped, Uka Uka contacta un de ses anciens allié, le Dr Nefarious Tropy, et tous deux créé la "Chrono-Tornade", sorte de machine à voyager dans le temps, afin de récupérer des Cristaux dans différentes époques. A la fin jeu, la "Chrono-Tornade" explose, et Uka Uka se retrouve prisonnier dans le temps, en compagnie de Cortex et N. Tropy, redevenus des bébés. 

Dans Crash Twinsanity, quand Uka Uka apprend que Cortex s'est allié avec Crash, il se crée un corps de glace afin de "punir" Cortex. Une fois Uka Uka vaincu, son frère le convainc alors de s'allier à eux afin d'arrêter les Jumeaux Maléfiques. 

Dans Crash Bandicoot 2: N-Tranced, il cherche un moyen de se débarrasser de Crash et sa bande. Le Dr. N.Tropy contacte alors un de ses amis, N.Trance, pour qu'il hypnotise les Bandicoots, et leur faire un "lavage de cerveau" , afin qu'ils passent dans le camp des méchants. 

Dans Crash of the Titans, à la suite des nombreux échecs de Cortex, Uka Uka le « vire » et engage sa nièce, Nina. 

Dans Crash : Génération Mutant, Cortex décide de se venger d'Uka Uka en l'enfermant. Par la suite, il sera libéré par Crash et Aku Aku, et il aidera ces derniers à vaincre Cortex. 

Dans Crash Bandicoot 4: It's About Time, Uka Uka, Cortex et N. Tropy se libèrent de leur prison temporelle. Cependant Uka Uka a utilisé toute son énergie et tombe d'épuisement. Cortex et N. Tropy le laissent alors en plan, N. Tropy disant qu'il ne sert plus à rien. Il marquera son retour à la toute fin du jeu en retrouvant Cortex dans sa dimension désertique, tout en riant machiavéliquement dans l'ombre.
Uka Uka apparaît aussi dans Crash Bash, où il décide d'affronter son frère lors d'un tournoi, afin de savoir qui est le meilleur entre le "Bien" et le "Mal". Uka Uka se compose alors une équipe comprenant Cortex, N. Brio, Koala Kong et Rilla Roo. Dans les jeux de karts, il est un objet qui sert de protection à certains personnages.

### Dr. Nitrus Brio
Le Docteur Nitrus Brio ou N. Brio (jeu de mots sur embryo, ou embryon) est un scientifique ennemi de Crash Bandicoot. Il ressemble à Frankenstein en version réduite, et sa peau maladive tire légèrement sur le jaune. Biologiste, chimiste et ingénieur, il est le créateur du Rayon Evolvo et, anciennement, le meilleur ami du Docteur Neo Cortex, qu'il a connu à l'Académie Maléfique, puis son assistant dans ses ambitions de conquête du monde, jusqu'à ce que son collègue le trahisse afin de récupérer le travail qu'il avait effectué et le fasse passer pour le sien.
N. Brio est le cinquième et avant-dernier boss du premier jeu : après avoir lancé des fioles se transformant en blobs gélatineux sur lesquels Crash doit rebondir pour lui envoyer la substance en pleine figure, il boit les fioles qu’il a mélangées tout au long de la bataille pour devenir un monstre géant semblable à Hulk. Toutefois, sa tête demeure un point faible, et les pierres qu’il fait tomber du plafond la rendent accessible à Crash.
Afin de se venger du fait que Cortex ait tiré profit de son invention ainsi que de la maltraitance que le savant lui a fait subir, N. Brio cherche à éliminer Crash (alors forcé de travailler pour Cortex à la suite d'une habile manipulation du docteur) dans Crash Bandicoot 2: Cortex Strikes Back en envoyant contre lui ses mutants afin qu’il ne collecte pas plus de cristaux ; toutefois, dès la première gemme récupérée, il encourage le marsupial à persévérer dans cette direction. Une fois toutes ces gemmes récupérées, il révèle à Crash son rayon laser grâce auquel il détruit le satellite Cortex Vortex ; malheureusement, cet acte d’héroïsme mène également à la libération d’Uka Uka à la suite de la chute d’un détritus du vaisseau qui a percuté sa prison sur l'île Wumpa.
N. Brio est également un personnage jouable dans Crash Bash. Lorsqu'on l'incarne, il est muni d'un pistolet laser ou à plasma comme Cortex. Il est aussi jouable dans Crash Team Racing: Nitro-Fueled, où il se focalise sur l’accélération.
Plus tard, dans Crash Twinsanity, N. Brio fait équipe avec N. Tropy dans l'espoir de trouver le trésor des Jumeaux Maléfiques, et également pour barrer la route à Crash et Cortex, de peur que ces derniers ne se procurent le trésor avant eux.
Dans Crash : Génération Mutant, N. Brio fait de nouveau équipe avec le Dr. Neo Cortex, et tous deux créent une machine infernale, le N-V, capable de contrôler l'esprit des Mutants et des Bandicoots de l'île Wumpa. Il montre une personnalité plus arrogante dans ce jeu, insistant pour faire reconnaître ce qu’il a créé, y compris auprès de Cortex, ce qui suppose qu’il n’est pas plus heureux de travailler à nouveau pour lui qu’on pourrait le supposer de prime abord.
N. Brio réapparaît ensuite dans Crash Bandicoot 4: It's About Time, travaillant à nouveau pour Cortex aux côtés de N. Gin, qu’il méprise ouvertement. Cette alliance semble plus un moyen de mener ses expériences à bien qu’un retournement de veste : durant ses dialogues, il tente de sympathiser avec les Bandicoots en mettant en commun leurs destinées respectives et leur rancœur envers Cortex. Son combat de boss est en deux parties, car une fois affaibli, il se transforme en ptérodactyle. Dans le générique de fin, on voit que N. Brio a été capturé et exposé dans le musée de Ripper Roo (toujours sous sa forme de ptérodactyle).

### Dr. N. Gin
Le Docteur N. Gin (premier prénom inconnu) est un scientifique expert en armement et en informatique. Son nom est un jeu de mots habile sur le terme « engine » (signifiant engin ou machine en anglais). Un missile s'est violemment incrusté dans son crâne lors d'une expérience qu'il a réalisée. Il a réussi à transformer le missile en un système de survie, mais ce dernier étant toujours actif, il risque d’exploser à tout moment, et lorsque N. Gin s'énerve, une flamme en sort. D’une couleur de peau rose vive, il dispose d’un physique adipeux à la différence de ses collègues qui frisent l’anorexie, le côté droit de son visage où se trouve le missile est recouvert d’une plaque de métal (son œil droit serait également un œil de verre), et sa mâchoire inférieure est très avancée ; de plus, dans la plupart des jeux, il parle avec une voix en écho donnant l’impression qu’un robot parle par-dessus ses dialogues.
N. Gin apparaît pour la première fois en tant que quatrième boss de Crash Bandicoot 2: Cortex Strikes Back et revient en tant que quatrième boss de Crash Bandicoot 3: Warped. Dans sa première apparition, il est révélé comme étant le nouvel assistant de Cortex qui l’a aidé à construire sa station spatiale ; il est également plus servile que N. Brio et, comme lui, tentant sans succès de convaincre son patron de trouver une solution rationnelle pour parvenir à ses ambitions plutôt que de se précipiter ; dans le jeu suivant, il ne semble plus qu’être un homme de main au même rang que Tiny Tiger et Dingodile. Dans les deux jeux, il pilote des robots géants de sa conception tous deux dotés d’un arsenal ridiculement important, affrontant Crash dans le premier et Coco dans le second.
Il est un personnage jouable de Crash Team Racing, Crash Nitro Kart, Crash Tag Team Racing et Crash Team Racing: Nitro-Fueled : dans ces premiers et derniers jeux, il est un pilote focalisé sur l’accélération en contraste avec Coco, sa rivale en informatique et ingénierie. N. Gin fait aussi une apparition dans le premier niveau de la troisième zone de Crash Bash où il se trouve sur une plateforme au milieu du terrain qui tourne sur place et envoie des balles en direction des joueurs.
Dans Crash Twinsanity, N. Gin passe d’une peau rose à un teint jaunâtre. Il apparaît d’abord comme pilote du Mecha-Bandicoot dans lequel perd face à Crash dès le début du jeu, puis il construit son propre cuirassé pour retrouver la trace d'un trésor avant de rejoindre l’alliance de N. Tropy.
Dans Crash Tag Team Racing, N. Gin est désormais entièrement monochrome, mais également dépressif, suicidaire et de nature très féminine. Dans le même jeu, il semble aimer s'habiller et se sentir femme, demandant à Crash de lui acheter un costume de danseuse ballerine pour qu'il se sente plus gracieux, et choisit également des chaussons roses comme objet pour accompagner son costume. Il apparaît en tant que boss dans Crash of the Titans, où il possède une double personnalité (l’une souhaitant revoir Cortex aux commandes et l’autre rancunière envers les humiliations répétées de ce dernier) et souffre de problèmes émotionnels très étranges. Dans ces jeux, N. Gin apprécie tout ce qui touche à la douleur et reste aussi bien masochiste que fou. Il accepte de souffrir à condition que sa douleur soit liée à la logique. Il est également amateur de Muffins, Café, Biscuits et aime écouter de la Polka.
N. Gin réapparaît dans Crash Bandicoot 4: It's About Time, toujours en tant qu’homme de main de Cortex, cette fois-ci aux côtés de N. Brio, avec qui il se chamaille. Désormais doté d’un bras droit cybernétique, il contrôle un robot hypnotisant les habitants de la dimension où il a installé son repaire. Une fois vaincu, il "démisionne" de son rôle de méchant, et laisse tomber le heavy metal pour enregistrer un album de jazz devenu numéro un dans tous les ascenseurs.
L’apparence et la façon de parler de N. Gin sont inspirées de l’acteur Peter Lorre tandis que son accident est une variante en humour noir du cas Phineas Gage, un ouvrier de chemin de fer qui a accidentellement pris une barre de métal dans son crâne, ce qui a endommagé son cortex préfrontal et l’a rendu psychologiquement instable.

### Tiny Tiger
Tiny Tiger est un tigre de Tasmanie (dans les jeux de la série avant Crash of the Titans) qui est très fort mais peu intelligent. Ce dernier a toujours été au service de Cortex et il aime plus que tout l'haltérophilie. Il déteste Crash et cherche à l'éliminer depuis très longtemps. Il parle de lui à la 3e personne du singulier. Tiny Tiger apprécie également de jouer aux échecs contre lui-même et il aime ravir son maître, le Docteur Cortex, ce qui n'arrive pourtant pas souvent à cause des nombreuses défaites de ce dernier ... Il apparaît la première fois dans Crash Bandicoot 2: Cortex Strikes Back en tant que troisième boss et revient dans Crash Bandicoot 3: Warped, c'est le premier boss. On le retrouve également comme un personnage jouable dans Crash Team Racing, Crash Nitro Kart, Crash Team Racing: Nitro-Fueled, et même dans Crash Bash où il accepte avec Dingodile de s'allier à Crash et Coco pour se battre contre l'équipe d'Uka Uka et ainsi permettre un nombre équitable de joueurs dans le camp du bien et du mal.
À partir de Crash of the Titans, Tiny ressemble plutôt à un tigre de Sibérie, soit un Tigre normal. Il est également plus intelligent et plus mature, et ne cherche plus vraiment à éliminer Crash. Il affirme même qu'il apprécierait une réconciliation entre le Bien et le Mal, mais sait qu'Uka Uka ne voudrait pas. Il veut éliminer Crash car « il n'est pas apparu dans le dernier jeu ». Aussi, il manque tout de même encore de culture, ce qui se démontre par le langage qu'il emploie parfois : « magniferveilleux, supermidable ».

### Dingodile
Dingodile est un sbire au service du Docteur Neo Cortex. Il s'agit d'un mutant mi-dingo mi-crocodile créé par Cortex à l'aide du Rayon Evolvo. Dingodile est très étrange et cruel, il parle avec l'accent australien et a pour arme un lance-flamme. Les loisirs favoris de Dingodile sont de jouer au croquet, de faire rôtir des Bandicoots et de lire Shakespeare.
Dingodile est un antagoniste récurrent des jeux de la série Crash Bandicoot : sa première apparition fut dans Crash Bandicoot 3: Warped dans lequel  il est le deuxième boss. Il est l'un des deux sbires principaux du Docteur Neo Cortex, avec Tiny Tiger.
Apparu pour la première fois dans Crash Bandicoot 3: Warped, Dingodile a souvent été un boss dans les jeux de la série. Il fut sous les ordres de Cortex et travaillait avec lui et Tiny afin de mettre fin aux Bandicoots infernaux qui contrecarraient toujours les plans de leur maître. Il existe toutefois certaines exceptions : par exemple, la cinématique d'introduction de Crash Nitro Kart montre que N. Trance lui a lavé le cerveau pour qu’il entre dans son équipe.
Après la première bataille de boss de Crash Twinsanity, Dingodile semble vivre seul et ne plus être sous les ordres de Cortex. Dans ce même jeu, il s’est retiré dans un petit chalet qui, lorsqu’il lisait un livre, fut détruit par Crash et Cortex alors prisonniers d’une boule de neige. Apprenant de la bouche de Cortex qu’il y a un trésor à l’apogée de leur quête, Dingodile laisse tomber ses lectures pour tenir une ambuscade aux deux compères de circonstance dans la chaufferie de l’Académie Maléfique.
Dingodile apparaît régulièrement dans les jeux de la série. Il est un personnage jouable dans Crash Team Racing, Crash Nitro Kart, Crash Team Racing: Nitro-Fueled et Crash Bash où il a rejoint Coco et Crash avec Tiny Tiger dans le camp du bien. Dans les jeux de course, il est un personnage avancé focalisé sur la vitesse.
Dingodile est souvent décrit comme étant grand (il mesure 2 mètres) et assez fort (95 kilogrammes). Son arme de prédilection est son lance-flammes qu'il emmène partout avec lui et qu'il utilise souvent contre ses adversaires (en particulier Crash Bandicoot). Il est pyromane et se réjouit lorsqu'il parvient à ses fins. Dingodile est également une créature sans scrupules, capable de trahir les siens pour quelque chose qu'il recherche (par exemple, dans Crash Twinsanity, où il cherche un trésor et, face au déni de Cortex, n’hésite pas à l’éjecter d’une évacuation de la chaufferie avec son lance-flammes).
Dingodile réapparaît en tant que personnage jouable dans Crash Bandicoot 4: It's About Time. Depuis sa défaite dans Crash Bandicoot 3: Warped, beaucoup de choses ont changé dans sa vie : en plus d’avoir pris quelques kilos en plus, il a renoncé à utiliser son lance-flammes et a pris sa retraite de méchant pour ouvrir un restaurant au beau milieu d'un marais, le Resto de Dingo, dans lequel il accumule les violations des normes sanitaires. Cependant, cela ne dura que trop peu, puisque son aventure dans ce quatrième opus débute avec la destruction de son restaurant et sa chute dans une autre dimension à cause d'un portail. Après avoir retrouvé par hasard Crash, Coco, Cortex et Tawna, il s'alliera à eux afin de trouver un moyen de retourner chez lui. Finalement, il reviendra dans son marais et rouvrira son restaurant en proposant de nouvelles spécialités inspirées de ses voyages à travers les dimensions, cumulant ainsi de nouvelles infractions aux normes alimentaires (le générique de fin du jeu est une longue énumération des nombreux risques liés à la consommation de ses plats).

### Dr. Nefarious Tropy
Le Docteur Nefarious Tropy, alias N. Tropy (se prononce « entropy », jeu de mots en référence à l'entropie, phénomène thermochimique) est un scientifique qui est un vieil ami du patron du Docteur Neo Cortex, le Grand Uka Uka. Grand et maigre, disposant d’une peau bleue, paré d’une armure contenant différentes horloges et toujours armé de sa fourchette à deux dents, N. Tropy est le maître du temps et aime le perturber en créant des flux temporels.
Apparaissant pour la première fois dans Crash Bandicoot 3: Warped, N. Tropy est le créateur de la Chrono-Tornade qui devait permettre à lui, Cortex et Uka Uka de récupérer les Cristaux perdus dans le temps, mais que les Bandicoots ont infiltrée pour les prendre à leur propre jeu. On découvre alors un personnage vaniteux n’ayant que dégoût pour les protagonistes (les qualifiant même de vermines) et qui perd facilement son calme lorsque les choses ne se déroulent pas comme il le voudrait.
Dans Crash Team Racing, il faut le battre en mode contre-la-montre sur tous les circuits pour pouvoir le débloquer, mais on ne peut pas jouer avec lui en mode Aventure. Il revient en personnage jouable dans Crash Nitro Kart et Crash Team Racing: Nitro-Fueled, où il est toujours déblocable après avoir été vaincu en contre-la-montre. Dans ces trois jeux, il est un pilote confirmé, focalisant la puissance de son kart sur la vitesse de pointe et abusant des dérapages pour augmenter sa vélocité.
Dans Crash Bandicoot 2: N-Tranced, N. Tropy remplace Cortex en tant qu’exécutant d’Uka Uka dans son entreprise de domination du monde : son plan consiste à engager N. Trance pour qu’il hypnotise les Bandicoots et les fasse passer du côté du mal, mais lorsqu’il se rend compte que Crash a échappé à l’hypnose et qu’il se rapproche dangereusement de leur base, N. Tropy blâme l’hypnotiseur avant de se cacher. Cela ne l’empêchera pas d’être vaincu et capturé à la fin de l’aventure, ce qui lui fera perdre définitivement les grâces d’Uka Uka.
Dans Crash Twinsanity, le Docteur N. Tropy est chef d'un trio qui recherche désespérément le trésor des Jumeaux Maléfiques, un petit groupe contenant le Docteur N. Gin et le Docteur Nitrus Brio, aux côtés duquel il se bat contre Crash.
A la fin de Crash Bandicoot 3: Warped, N. Tropy se fera piéger dans le temps et redeviendra un bébé. Il se disputera alors avec le Docteur Cortex, lui aussi redevenu bébé, pour avoir le contrôle d'Uka Uka. La version bébé de N. Tropy apparaît en personnage jouable dans Crash Team Racing: Nitro-Fueled.
Dans Crash Bandicoot 4: It's About Time, N.Tropy, Cortex et Uka Uka réussissent à se libérer de leur prison "du temps" grâce au masque qui a utilisé toute son énergie pour créer un portail interdimensionnel, et qui s’évanouit immédiatement après. Alors que Cortex est inquiet, N.Tropy suggère de le laisser à son sort en disant qu'il ne sert plus à rien. Son plan devient alors clair : fabriquer une machine lui permettant de prendre le contrôle de toutes les dimensions existantes d’abord aux côtés de Cortex (qu’il domine en profitant de son manque d’enthousiasme), puis il le trahit et s'allie avec son alterego féminin, le Dr Nefarious Tropy fille. Tous deux veulent détruire toutes les dimensions déjà existantes, afin d'en recréer de nouvelles et pouvoir en être les dieux, tout en flirtant éperdument sous le regard médusé des protagonistes. Ils seront finalement vaincus par Crash, Coco, Tawna, Dingodile et Cortex, et après leur défaite, les Masques du Quantum les enferment dans une autre dimension.

### Nina Cortex
Nina est la nièce du Docteur Neo Cortex. Afin d’en faire l’héritière de son empire du mal, il a cherché à prévenir ses prédispositions pour la douceur (notamment son amour pour les petits animaux) en remplaçant ses mains par des prothèses mécaniques armées de grappins et en l’envoyant dans l’Académie Maléfique où il a lui-même passé ses études.
Initialement envisagée pour Crash TwinSanity, Nina fait sa première apparition dans Crash Fusion sorti avant. Elle fut ensuite jouable dans ce premier jeu, Cortex expliquant qu’elle est la seule à pouvoir réparer la machine servant à les transporter dans la dimension des Jumeaux Maléfiques. Après une évasion spectaculaire de l’Académie, elle répare la machine… en donnant un coup de poing dedans. Une fois tout le monde transporté dans la Xème dimension, elle est enlevée par le double maléfique de Crash qui s’en sert comme snowboard et compte la dévorer, une expérience qui la laisse indifférente. Un gag dans ce jeu laisse également supposer que Nina serait en réalité la fille cachée de Cortex qu’il ferait passer pour sa nièce.
L’éducation de son oncle pour la rendre sadique et manipulatrice semble avoir porté ses fruits dans les jeux suivants. Dans Crash of the Titans, Nina apparaît en tant qu'antagoniste principal du jeu, où Uka Uka en fait la gérante de l’opération servant à détruire les îles Wumpa et devient le boss final. Si Cortex est fier de sa vilénie, il profite d’avoir repris le contrôle pour la punir de sa trahison et de sa défaite. Dans Crash : Génération Mutant, on découvre que cette punition consiste à l’envoyer à l’Ecole Maléfique, un établissement mal famé encourageant la loi du plus fort : Crash et Aku Aku vont la chercher afin qu’elle puisse prendre sa revanche sur son oncle.
Nina est également un personnage jouable dans Crash Tag Team Racing et Crash Team Racing: Nitro-Fueled, devenant un personnage avancé dans ce second jeu et disposant de son propre circuit, une forêt sinistre au milieu d’un champ automnal au centre duquel se trouve un manoir à l’architecture dérangée.

## Les antagonistes secondaires

### Ripper Roo
Ripper Roo est un kangourou bleu créé par le Docteur Neo Cortex. Instable et bipolaire à la suite de son passage dans le Rayon Evolvo, il a dû être restreint dans une camisole de force pour limiter son potentiel destructeur. Toutefois, même sans ses bras, sa propension à bondir dans tous les sens avec des griffes d’orteil tranchantes comme des lames de rasoir et son goût pour les caisses TNT et Nitro en font un adversaire redoutable.
Ripper Roo est le deuxième boss dans Crash Bandicoot et le premier boss dans Crash Bandicoot 2. S’il semble avoir été abandonné sur l’île Wumpa dans le premier jeu, le second révèle qu’il assiste le docteur N. Brio afin d’éliminer Crash qui, dans ce jeu, collecte des cristaux pour Cortex. Il semble également poursuivre des études scientifiques ayant trait à la biologie (l’épilogue du premier jeu révèle qu’il a écrit une thèse sur les dangers du Rayon Evolvo, et dans le second jeu, il est combattu dans sa bibliothèque).
Ripper Roo revient en tant que premier boss de Crash Team Racing et Crash Team Racing: Nitro-Fueled en tant que membre d’une coalition chargée d’évaluer le niveau du champion pour qu’il puisse vaincre Oxide : dans la cinématique d’intro de boss, il ne s’exprime que par des rires déments sous-titrés qui traduisent ses pensées. Lors de la course, il place des caisses TNT sur l’ensemble du circuit pour entraver la progression du joueur. Il devient jouable si l'on remporte la Coupe Joyau Rouge, mais on ne peut pas l'incarner en mode aventure. Une fois jouable, il devient un personnage facile, une norme de sécurité minimale quand on s’aperçoit qu’il conduit litteralement avec ses pieds.
Ripper Roo apparaît aussi dans le niveau el pogo loco de Crash Bash où, comme à son habitude, il recouvre le sol de TNT, cette fois à l’aide d'un bâton sauteur pour le mettre au même niveau que les autres personnages. Il fait également un caméo dans Crash Twinsanity et Crash Bandicoot 4: It's About Time, à la fin duquel il est devenu conservateur dans un musée dans lequel il expose N. Brio après sa transformation en ptérodactyle.
Il fait une nouvelle apparition dans Crash Team Rumble en tant que personnage jouable.

### Papu Papu
Papu Papu est le chef des aborigènes de l'île de N. Sanity. Imposant et puissant, il passe son temps à manger et à dormir, possède un sale caractère, et attaque quiconque s'introduit dans sa hutte pour interrompre sa sieste. Dans sa langue Aborigène, son nom signifie : « Passe le plat, compagnon ! ».
Papu Papu n'a jamais fait partie des sbires du Docteur Neo Cortex, mais il est néanmoins un ennemi occasionnel de Crash Bandicoot : il est notamment le premier boss du premier jeu, Aku Aku souhaitant que Crash remettre le chef des descendants de sa tribu à sa place. Il est souvent armé de sa sagaie ornée de bijoux et d'une tête de crâne qui lui sert d'arme. Il est honoré régulièrement par sa tribu aborigène lors de buffets où il mange des phacochères entiers.
Papu Papu apparait en tant que boss dans Crash Team Racing et Crash Team Racing: Nitro-Fueled, où il est jouable une fois la Coupe Joyau Vert obtenue. S’exprimant en « petit nègre », il révèle alors un tempérament guerrier et se plaint que les autres coureurs soient trop lents, mais il accepte sa défaite avec humilité. Lors de sa course, il place des fioles sur sa trajectoire, les vertes étourdissant brièvement le joueur et les rouges le ralentissant pendant un plus long laps de temps, et bien que focalisé sur la vitesse, il négocie les virages serrés de son circuit avec une précision monstrueuse. Une fois débloqué, il devient un pilote focalisé sur la vitesse et est protégé par Uka Uka. Il est également le premier boss de Crash Bash.
Dans Crash TwinSanity, il fait prisonnier Cortex après qu’il s’est accidentellement introduit sur son territoire, ce qui oblige Crash à s’infiltrer dans le village aborigène pour le sauver. Une fois cette mission plus ou moins accomplie, Papu Papu envoie ses troupes sur Crash et les laisse s’occuper du marsupial avant de reprendre sa sieste.

### Les Frères Komodo
Les Frères Komodo sont des dragons de Komodo créés par N. Brio formant un duo de bretteurs redoutables aux capacités différentes mais complémentaires. Ils apparaissent pour la première fois en tant que deuxième boss de Crash Bandicoot 2.
Komodo Joe est intelligent et rapide, mais peu musclé. Il revient seul dans Crash Team Racing et le remake Crash Team Racing: Nitro-Fueled comme boss et comme personnage jouable une fois la Coupe Joyau Bleu remportée. Arrogant et pédant même après sa défaite, il considère que le joueur n’a aucune chance face à Oxide. Lors de sa course, il place des caisses Nitro et jette des TNT qui explosent dès qu’elles touchent le sol. Une fois débloqué, il devient un personnage équilibré.
Komodo Moe est également un dragon de Komodo. Il est costaud, lent, bête mais très musclé et doué au sabre. Il est pour la première fois jouable dans Crash Team Racing: Nitro-Fueled. Comme son frère, il est un personnage équilibré.
Les Frères Komodo apparaissent également comme boss de la troisième zone de Crash Bash à l’intérieur d'une base militaire extrêmement bien armée. On aperçoit dans le niveau 4 de Crash Bandicoot : La Vengeance de Cortex, après avoir échappé au dragon, un portrait des deux frères.

### Pinstripe Potoroo
Pinstripe est un potorou mutant créé par Cortex, et sans doute l’un de ses sbires les plus compétents. Il est intelligent, débordant d'énergie, précis et acrobate. Habillé d’un costume rayé typique du mafieux bien habillé (d’où il tire son nom de Pinstripe) et toujours armé de sa mitrailleuse, il dirige l'usine Cortex Power, localisée sur l'île de Cortex, où il fournit de l’énergie au sinistre château du docteur et fait vider les déchets dans l’océan sans aucune préoccupation pour la faune et la flore dont il est originaire. Il fait son possible pour protéger son créateur de tous les dangers qui s'introduisent dans son domaine, à commencer par Crash Bandicoot.
Pinstripe fait sa première apparition dans Crash Bandicoot, où il apparaît comme le quatrième boss du jeu : il se bat contre Crash dans son bureau (dans lequel se trouve également le réacteur de son usine) en vidant sa mitrailleuse, mais Crash parvient à le vaincre et le propulse contre le réacteur de l’usine, engendrant une réaction en chaîne qui mènera à la destruction du château de Cortex. Bien qu'il n'apparaisse pas dans Crash Bandicoot 2: Cortex Strikes Back, le manuel Japonais suppose que Tawna, l'ancienne petite amie de Crash, s'est mise en couple avec le potorou et vit apparemment chez lui.
Pinstripe revient dans Crash Team Racing et Crash Team Racing: Nitro-Fueled, en tant qu'avant dernier boss du jeu, et il est également déblocable dans ce même jeu en terminant la Coupe Joyau Jaune. Il montre alors un caractère arrogant, prétentieux, au style stéréotypé du mafieux de Brooklyn avec l'accent en plus, et il prévoit de vaincre Oxide uniquement pour que les habitants de la Terre lui versent une fortune contre sa victoire. Lors de sa course, il abuse des dérapages autant que des bombes roulantes que le joueur doit esquiver le plus rapidement possible. Une fois jouable, il devient un personnage centré sur l’accélération.
Pinstripe apparaît brièvement dans Crash Twinsanity aux côtés de plusieurs antagonistes des jeux précédents pour souhaiter l’anniversaire de Crash, ce qui est en réalité une ambuscade doublée d’une célébration anticipée de la mort de ce dernier, ce qui n’aura évidemment pas lieu. Il revient dans Crash Boom Bang! en tant que personnage jouable dès le début du jeu.

### Koala Kong
Koala Kong est un koala aux bras extrêmement puissants, mais à la petite tête. Créé par le Docteur Neo Cortex afin de lui servir de sbire, il fut quelque peu raté durant sa mutation, car selon le manuel, Cortex ajouta trop de protons dans ses muscles, mais pas assez dans son cerveau. Il fait office de boss dans le tout premier Crash Bandicoot.
Dans ce jeu, Koala Kong a été chargé par Cortex d’extraire des ressources dans les mines de l’île Wumpa, lieu dans lequel il rencontre Crash. Lors de leur bataille, il profite de son environnement pour le lapider de rochers qui se cassent immédiatement et faire tomber des caisses TNT du plafond ; il jette ensuite des rochers plus lourds et plus résistants avant de prendre les poses, ce qui laisse à Crash l’opportunité de riposter contre cette montagne de muscles en lui renvoyant son projectile.
Koala Kong fait un caméo au début de Crash Twinsanity, lors de la fête anniversaire surprise de Crash. Il apparaît aussi dans Crash Bash en tant que personnage jouable dans le camp d'Uka Uka et comme miroir de Tiny Tiger. Il fait ensuite son retour, toujours en personnage jouable, dans Crash Team Racing: Nitro-Fueled, devenant alors un personnage avancé et disposant d’un circuit à son nom centré sur les acrobaties de chapiteau.
Si Koala Kong cherche à impressionner par sa stature, il est plus proche d’un personnage comique et fou. Mais même en dépit de son manque de discernement, il peut se révéler imprévisible, s’aidant alors de sa force herculéenne et de son agressivité lors de coups de génies brefs mais intenses. En effet, le manuel de Crash Bash le désigne comme étant quelqu'un de méchant, fou, dangereux et qu'il faut à tout prix éviter.

### Les Masques des Éléments
Les Masques des Éléments sont un groupe de quatre masques apparaissant dans Crash Bandicoot : La Vengeance de Cortex, et représentent chacun un élément. Ils sont surpuissants et avaient autrefois déclaré la guerre aux Masques des Îles, qu'ils réussirent à anéantir grâce à la trahison d'Uka Uka. Aku Aku survécut et les congela à l'aide des cristaux. Mais plus tard, Uka Uka les a réveillés pour pouvoir alimenter la nouvelle création du Dr. Cortex : Crunch Bandicoot.
- Rok-Ko est le masque de la terre. Il est moqueur et adore narguer ses adversaires. C'est le responsable de tous les séismes qui ont ravagé des villes entières.
- Wa-Wa est le masque de l'eau. Il s'exprime comme un ancien militaire, sur un ton autoritaire. C'est le responsable de la disparition de l'Atlantide.
- Py-Ro est le masque du feu. Très impulsif, il change vite d'humeur et se montre très agressif. Il « zozote » et emploie très souvent des expressions ironiques. C'est le responsable de la disparition de Pompéi.
- Lo-Lo est le masque du vent. Il parle sur un ton moqueur et est le responsable de l'ère glaciaire.

### N. Trance
N. Trance est un cyborg surnommé le maître de l'hypnose. Il apparaît pour la première fois dans Crash Bandicoot 2: N-Tranced. Dans ce jeu, il s'allie avec N. Tropy et Uka Uka et capture Coco et Crunch, afin de les hypnotiser et les forcer à se battre contre Crash. Il tente aussi de capturer Crash à l'aide d'un vortex, mais ce dernier se fera libérer par Aku Aku, créant par la même occasion le Faux Crash.
N. Trance fera son retour en personnage jouable dans Crash Nitro Kart et Crash Team Racing: Nitro-Fueled : personnage équilibré dans ce premier jeu, il devient la variante plus technique dans le second, se focalisant sur l’accélération.

### Les Jumeaux Maléfiques
Les Jumeaux Maléfiques sont deux perroquets parlants sans pitié qui s’amusent à tordre la réalité et qui souhaitent détruire la Terre.
Victor est le cerveau du duo, cynique et désabusé, et Moritz en est le bouffon, ramenant tous les sujets à la nourriture. Les deux portent une étrange combinaison de cosmonautes avec une cape à l’arrière, et sont tout autant ingénieux que dérangés l’un que l’autre : en plus d’ouvrir des portails transportants des robots-fourmis dans des foreuses géantes, ils s’amusent à transformer un totem en monstre géant, à sortir le cerveau du Docteur Neo Cortex de sa boîte cranienne par la force de leur esprit, et à passer sa diatribe assassine à leur égard en avance rapide.
Leur rancœur à l’égard du docteur vient du fait qu’ils ont été les premiers animaux à avoir été testés par un prototype du Rayon Evolvo que ce dernier créa (ou vola à N. Brio) lorsqu'il avait 8 ans et étudiait alors à l'Académie Maléfique. Après une défaillance de ce rayon, les deux perroquets ont été accidentellement envoyés dans la 10e Dimension, sans jamais revenir, jusqu'à Crash TwinSanity. Les mutations liées à l’environnement hostiles de cette dimension leur ont donnés leurs pouvoirs quasi omnipotents au prix de leur santé mentale.
Une alliance de circonstances entre Crash, Cortex et Nina, viendra à bout des Jumeaux Maléfiques alors qu’ils pilotent un robot géant armé jusqu’aux dents. A la fin du jeu, ils s’échappent et se réfugient dans une maison qui se trouve être celle de Crash Maléfique, qui les dévore tous crus.

### Madame Amberley
Madame Amberley est la directrice de l'Académie Maléfique dans laquelle avaient étudié le Docteur Neo Cortex, le Docteur N. Gin et le Docteur Nitrus Brio, puis Nina Cortex par la suite. Cortex était un élève qu'elle détestait, et qui était effrayé par celle-ci.
Lorsque Crash et Cortex reviennent dans cette Académie, dans Crash TwinSanity, Madame Amberley croit que Cortex est devenu barbier, en raison de la tenue qu'il porte à ce moment-là.
Madame Amberley est une femme très puissante, physiquement et moralement. Elle est capable de contrôler l'énergie électrique afin de l'utiliser contre ses adversaires.

### Tikimon
Tikimon est un personnage qui apparaît seulement dans Crash TwinSanity. C’est un Totem amené à la vie par les Jumeaux Maléfiques, Victor et Moritz, dans le but de détruire Crash et Cortex : il gagne alors quatre bras qui lui donnent une force impressionnante, et il se sert de sa double tête (un côté serrant les dents et l’autre hurlant) pour créer des sbires.

### Rusty Walrus
Rusty Walrus est un personnage qui apparaît seulement dans Crash TwinSanity. C'est un morse mutant et anthropomorphique travaillant comme cuisinier dans le cuirassé de N. Gin. Il poursuit Crash pour le cuisiner dans le niveau « Bon Grain Marin », s’exclamant pour l’occasion « Miam ! De la viande fraîche pour ma soupe ! ».

### Mega-Mix
Mega-Mix est un personnage apparaissant dans Crash Bandicoot XS. Il s'agit d'une fusion accidentelle entre Cortex, N. Gin, Tiny et Dingodile. Il est un boss optionnel, qui apparaît lorsque le joueur a collecté tous les cristaux, gemmes et reliques. Mega-Mix réapparaît dans Crash Bandicoot 2: N-Tranced, en tant que personnage jouable dans les mini-jeux. Il fait également partie des pilotes jouables dans Crash Team Racing : Nitro-Fueled, où il devient un personnage équilibré et est introduit avec un nouveau circuit post-apocalyptique.

### Louise
Louise est un boss qui apparaît dans Crash Bandicoot 4: It's About Time. Il s'agit d'un horrible monstre marin ressemblant à un kraken avec une tête de baudroie et qui attaque avec ses tentacules. Elle réside dans une caverne de la dimension "Quai Marin".

### Dr. Nefarious Tropy fille
Le Docteur Nefarious Tropy fille apparaît en tant qu'antagoniste dans Crash Bandicoot 4: It's About Time. Il s'agit en réalité de la version féminine du Dr N. Tropy et qui vient d'une autre dimension.
Avant son combat en compagnie de son double masculin, on apprend qu'elle est responsable de la mort des Crash et Coco de la même dimension que la Tawna alternative de cet épisode. Crash, Coco, Cortex, Dingodile et Tawna s'allient afin de vaincre les deux N. Tropy. Une fois battu, les Masques du Quantum enferment les deux docteurs dans une dimension.
Elle fait une nouvelle apparition dans Crash Team Rumble en tant que personnage jouable. Cependant son homologue masculin n'est pas présent dans le jeu.

## Autres personnages

### Faux Crash
Faux Crash est un personnage ressemblant à Crash Bandicoot, mais en beaucoup plus laid. Il a des dents affreuses et des sourcils très épais. Il apparut la toute première fois comme un Easter egg dans Crash Bandicoot 3: Warped, où on peut le voir danser dans les niveaux 1 (dans la cour d'une petite ferme) et 5 (échoué sur un petit îlot), et également dans un niveau de course à moto, une fois la partie bien avancée. Dans la N. Sane Trilogy, il est présent dans différents niveaux des 3 opus.
Faux Crash est assez mystérieux dans l'ensemble et sa personnalité n'est guère connue, on sait juste qu'il peut geindre tout comme Crash et danser sa propre chorégraphie. C'est seulement dans l'opus pour la Game Boy Advance : Crash Bandicoot 2: N-Tranced, la suite d'une série pour la console portable, qu'on découvre son histoire. Il serait né alors que le Docteur N. Tropy et son acolyte N. Trance essayaient de téléporter Crash Bandicoot dans un flux temporel afin de laver le cerveau de la famille Bandicoot et de les amener vers le clan des Mauvais. Mais Aku Aku aurait libéré l'énergie d'un cristal pour sauver Crash Bandicoot, et créé par la même occasion, un clone raté de Crash pendant le transfert, donnant comme résultat le Faux Crash. Dès que Crash bat son clone dans le jeu, il s'allie à lui afin de vaincre N. Trance.
Par ailleurs, Faux Crash est un personnage jouable caché dans Crash Bash (seulement sur la version japonaise), Crash Boom Bang!, Crash Team Racing, Crash Nitro Kart et Crash Team Racing: Nitro-Fueled : dans le deuxième et le dernier jeu, il est un personnage équilibré à l’instar de Crash. Il est aussi jouable dans Crash Bandicoot 4: It's About Time (dans le mode multijoueur uniquement).
Le personnage aurait été créé en référence à une peluche de Crash Bandicoot de mauvaise qualité vendue au Japon. Celle-ci avait des sourcils touffus et de trop longues dents, ayant ainsi inspirée Naughty Dog dans la création du personnage de Faux Crash.

### Fausse Coco
Fausse Coco est un personnage apparaissant dans Crash Bandicoot 4: It's About Time. Tout comme Faux Crash, il s'agit d'une espèce de clone raté de Coco, avec de gros sourcils et de grandes dents. C'est un personnage jouable, mais seulement dans le mode multijoueur.

### Penta Penguin
Penta Penguin est un petit manchot ordinaire qui est apparu occasionnellement dans des jeux de la série Crash Bandicoot. Inspiré des ennemis manchots des niveaux glacés de Crash Bandicoot 2, Penta a failli être tué par Dingodile dans Crash Bandicoot 3: Warped, mais est sauvé par Crash. Il fait aussi une apparition dans le jeu Crash Bash, lors d'un « crate crush » (lancers de caisse), où il a le rôle d'un manchot tournoyant quand on le réveille.
Penta devient jouable dans Crash Team Racing, où il est uniquement accessible via un Cheat code : étant un personnage secret, ses statistiques concernant l'accélération, la vitesse de pointe et la maniabilité sont poussées au maximum, mais beaucoup d'éléments montrent que son développement n'était pas terminé. En effet, l'icône du masque d'invincibilité montre Uka Uka, mais lorsqu'il est activé, Aku Aku apparaît, et dans les premiers disques commercialisés, des extraits vocaux d'un employé de Naughty Dog disant "Penguin Yay One" et "Penguin Yay Two" sont également présents.
Crash Team Racing: Nitro-Fueled remet Penta Penguin au goût du jour (il n'est toujours jouable que via un Cheat Code) et s'amuse des bugs précédemment évoqués : le manchot devient un pilote confirmé centré sur la vitesse, le "penguin yay one" est dit avec une voix de canard, il peut être protégé par n'importe lequel des deux masques durant la course, ses animations de victoire le montrent en train de comploter avant de se rappeler qu’il est observé et d’abuser de son charme enfantin, et son animation de défaite sur le podium le montre en train de faire croire qu'il meurt avant de se relever.

### Bearminator
Bearminator, ainsi nommé en référence à Terminator est un ours polaire géant affamé et très énervé qui apparaît pour la première fois dans le troisième monde de Crash Bandicoot 2 où il poursuit Crash de la même façon que les boules de neiges géantes dans les niveaux inversés des deux premiers mondes. 
Il est également présent dans certains mini-jeux de Crash Bash, pilotant un tank sur la banquise.

### Crash Maléfique
Crash Maléfique ou Evil Crash est le Crash de la 10e dimension. Il capture Nina Cortex, durant Crash TwinSanity, puis il essaie de tuer le Docteur Neo Cortex lorsque celui-ci cherche à la récupérer. Crash Maléfique est l'opposé de Crash Bandicoot, car il est sombre, méchant et sans pitié. Il vit sur l'île de TwinSanity, dans une petite maison à l'apparence peu accueillante. L'unique point commun entre Crash et ce dernier est qu'ils aiment manger. Néanmoins, Crash préfère davantage se régaler avec les Fruits Wumpa, à l'opposé de Crash Maléfique qui apprécie les animaux et les humains.

### Ernest le Fermier
Le fermier Ernest est un émeu mutant et apparemment un bon ami de Crash. Il apparaît dans Crash TwinSanity, où il vit dans une ferme avec ses poules et ses porcs qu'il élève, et fait pousser des arbres à Wumpa également. Ses autres loisirs incluent sa participation régulière au marché des fermiers et s'occuper de sa ferme. Sa chaumière se situe sur l'île de N. Sanity, à l'opposé de celle des Bandicoots, et près du totem Tikimon. Il demande à Crash de se débarrasser des vers qui détruisent son champ en échange d’un cristal, mais Cortex lui tire dessus afin de l’obtenir sans avoir à lui rendre ce service.

### Les assistants de laboratoire
Les assistants de Laboratoire sont des sbires de Cortex qui sont en fait des androïdes au comportement et à l'apparence humaine. Ils sont en fait tous similaires physiquement et existent en de nombreux exemplaires. Ils ont été conçus afin de barrer la route à Crash Bandicoot et Coco Bandicoot dans les endroits qu'ils parcourent en quête d'un Cristal ou d'un trésor important. Un assistant de laboratoire apparaît aussi en personnage jouable dans Crash Team Racing: Nitro-Fueled en personnage facile.

### Les Aborigènes
Les Aborigènes sont les sbires de Papu Papu. Ils vivent dans le Village Indigène de l'île de N. Sanity, où ils passent la majeure partie de leur temps à chasser les phacochères, pour les offrir en nourriture à leur chef, Papu Papu. Ils sont munis de lances, et s'en servent contre tout ennemi s'introduisant dans leur village.
Ces derniers sont également coiffés très bizarrement, car ils ont une coiffure très épaisse qui leur cache les yeux. À part cela, leurs idoles sont les Dieux Totem éparpillés sur l'île de N. Sanity. Parmi-eux, le Totem Hokum est leur préféré, et se situe dans leur Village.

### Caisse Point de contrôle
Les caisses « point de contrôle » sont des objets récurrents de la série. Il suffit de la briser et, comme son nom l'indique, la caisse sert de point de contrôle.
À la surprise générale, une caisse Point de contrôle en fer apparaît comme personnage jouable dans Crash Team Racing: Nitro-Fueled, mais rien ne préfigure son existence dans l’écran de sélection du jeu : en effet, pour la débloquer, il faut trouver et casser une caisse Beenox par circuit. Elle dispose également en costumes alternatifs d'autres caisses de l'univers Crash Bandicoot, comme les caisses « ! », les caisses « Nitro » et les caisses « TNT ». C’est un personnage de catégorie Glissade, la catégorie inventée pour ce jeu, qui donne une bonne vitesse ainsi que de bons contrôles en dérapage au détriment de l’accélération.
La caisse Point de contrôle étant un objet inanimé, elle ne peut être classée sur l’axe du bien et du mal de la série, ce qui fait qu’elle peut être protégée par n’importe quel masque lors d’une course.

### Catbat
Catbat est un personnage jouable dans Crash Team Rumble. Physiquement, elle ressemble à un croisé entre un chat et une chauve-souris (d'où son nom), portant une veste noire et un jean.

## Les personnages de jeux hors-série

### Nitros Oxide
Nitros Oxide est un extraterrestre de la planète Gasmoxia qui prétend être le pilote le plus rapide de la galaxie. Dans Crash Team Racing, ses plans de conquête et de transformation de la Terre en parking bétonné et la mise en esclavage de tous ses habitants furent contrecarrés par les personnages du jeu qui le battirent lors du championnat de karting qu'il avait organisé. Néanmoins, il est de retour dans Crash Nitro Kart, cette fois-ci en personnage jouable.
À noter que Nitros Oxide sera le boss final du jeu non-canonique Crash Bash. En effet, il sera à affronter lors d'un ballistrix, après une course poursuite dans l'espace.
Il apparaît dans Crash Twinsanity, quand Crash est sur le point d'affronter le Docteur Neo Cortex.
Nitros Oxide est à nouveau jouable dans le jeu Crash Team Racing: Nitro-Fueled (à la différence qu'ici, s'il gagnait face aux habitants de la terre, il transformerait la planète en terrain vague). Il est également jouable après sa défaite, devenant alors un personnage de difficulté intermédiaire centré sur l’accélération et ayant une maniabilité suffisamment faible pour accumuler les dérapages.
Il fait une nouvelle apparition dans Crash Bandicoot 4: It's About Time, menacé par le docteur N. Tropy et le double féminin de ce dernier qui le forcent à programmer leur système de sécurité et qui se livrent à un étrange rituel de séduction auquel il assiste malgré lui. Traumatisé par cette expérience, la fin complète révèle qu’il a développé une addiction à la caféine, qu’une cure de désintoxication s’est ensuivie, et que sa femme l’a quitté après ces événements fâcheux.

### Les "Trophy Girls" ou le "Nitro Squad"
Les "Trophy Girls" sont 4 filles bandicoot apparaissant dans Crash Team Racing. Elles ont une silhouette plus humaine que le héros de la série, tout comme Tawna, et ont des yeux semblables à des personnages de dessin animé. Dans le jeu original, elles sont chargées de remettre le trophée au gagnant du Grand Prix, chaque personnage étant célébré par une des quatre filles.
Dans Crash Team Racing: Nitro-Fueled, elles ne reprennent pas leurs rôles consistant à remettre des trophées. En revanche, elles sont disponibles toutes les quatre en personnages jouables, devenant alors le "Nitro Squad" aux côtés de Tawna. Comme cette dernière, elles s'expriment pour la première fois et montrent des caractères et des signes propres à chacune. Le Stade Glissade semble être devenu leur piste de prédilection, le circuit étant brodé de panneaux publicitaires à leur effigie et entouré d’hologrammes les montrant en train de danser.
Ami
Ami porte une longue robe verte et a les cheveux verts coiffés en bataille, puis dans un carré peu ordonné. Dans Crash Team Racing, elle apparaît lors de la remise des trophées de Tiny Tiger, Dingodile, N. Tropy, Pinstripe, Ripper Roo, Papu Papu, Komodo Joe, Penta Penguin et Faux Crash. L’épilogue de ce même jeu révèle qu’elle devient elle-même pilote par la suite, car selon ses dires, elle ne veut plus remettre de trophées, mais en gagner.
Dans Crash Team Racing: Nitro-Fueled, Ami a une personnalité forte et un esprit compétitif. Elle prend la pose avec ses biceps lorsqu'elle finit première lors d'une course. Etant la plus sportive du lot, elle se focalise sur la vitesse.
Megumi
Megumi porte des vêtements blancs (notamment une blouse blanche sans manches) et a les cheveux bleus coiffés en pompons. Dans le jeu original, elle apparaît lors de la remise des trophées de Cortex et N. Gin. L’épilogue du jeu révèle qu’elle devient créatrice de parfum.
Dans Nitro-Fueled, Megumi a un tempérament énergique et plus enfantin que ses camarades, mais contrairement à la plupart des personnages, elle se révèle bonne perdante si elle arrive deuxième ou troisième sur le podium. Elle prononce quelques mots en japonais et des proverbes lorsqu'elle conduit ("Rapide comme le renard !", "La persévérance vaut mieux que la défaite !"). Elle privilégie une conduite technique et dynamique misant sur l’accélération.
Liz
Liz porte un débardeur vert, une mini-jupe violette, et a les cheveux noirs coupés au carré. Dans le jeu original, elle apparaît lors de la remise des trophées de Pura et Polar. L’épilogue révèle qu’elle devient mannequin et s'achète une maison à Malibu.
Dans Nitro-Fueled, Liz a un caractère vaniteux et a tendance à infantiliser ses concurrents lorsqu’elle leur pose des pièges. Elle semble également se vanter d’un charme anglais, mentionnant un amour pour le thé dans certaines provocations. Elle choisit d’être un personnage lent et maniable pour être admirée plus longtemps et plus facilement.
Isabella
Isabella porte une combinaison bleue et a de longs cheveux blonds plus ou moins bien coiffés. Dans le jeu original, elle apparaît lors de la remise des trophées de Crash et Coco. L’épilogue du jeu révèle qu’elle devient actrice.
Dans Nitro-Fueled, Isabella est pilote, mais également sa propre mécanicienne, ce qui fait qu’elle s’énerve facilement contre ceux qui l’attaquent et sabotent ses véhicules. Elle a tendance à s’exclamer en italien dès que l’occasion se présente, et si elle se montre théâtrale dans la victoire, elle perd le contrôle d’elle-même dans la défaite. Elle est une pilote équilibrée.

### Empereur Velo XXVII
L'Empereur Velo XXVII est un extraterrestre et le principal antagoniste dans Crash Nitro Kart. Souverain d’un empire interplanétaire, Velo est un psychopathe qui cherche toujours des choses à faire ou à regarder pour se divertir. Son immense ego fait qu’il prend très mal les défaites de ses champions, les sanctionnant sévèrement à chaque fois, et lorsqu’il perd lui-même, il repousse l’échéance de victoire à d’autres objectifs, puis explose de colère.
Lorsqu'il apprend que Crash et sa bande font des courses de kart, il les enlèvera et les forcera à concourir, sous peine de détruire la Terre. Physiquement, Velo est grand et rond, mais on apprend vers la fin du jeu, lors de l’explosion de colère susmentionnée qui n’est pas une métaphore, qu'il ne s'agit que d'un robot contrôlé de l’intérieur par le vrai extraterrestre, un petit gobelin guère plus grand que ses sujets.
La véritable apparence de Velo peut être débloqué en personnage jouable dans Crash Nitro Kart (sur les versions GameCube, Xbox et PlayStation 2), tandis que sa forme déguisée est disponible uniquement sur Gameboy Advance. Dans les deux cas, Velo dispose des meilleures statistiques en accélération et en vitesse de pointe ainsi que de contrôles parfaits pour les dérapages.
Dans Crash Team Racing: Nitro-Fueled, ses deux formes sont disponibles, étant considéré comme deux personnages à part entière. Le jeu les différencie en appelant sa véritable forme "Vrai Velo" et en lui donnant des statistiques de personnage débutant, et sa forme déguisée "Empereur Velo" dans laquelle il dispose de statistiques techniques plus propices aux records de vitesse.

### Krunk
Krunk apparaît dans Crash Nitro Kart. Krunk est originaire de la planète Terranée, une planète semblable à la Terre, en tout cas à ses environnements tropicaux : c'est pour ça qu'au début, il n'apprécie pas forcément Crash et ses amis, car il pense que la Terre a copié Terranée. Après avoir été battu, il reconnaîtra la bande à sa juste valeur, acceptant de jouer avec le yoyo que Crash lui prête, et dira qu'au final, c'est surement Terannée qui a copié la Terre. Physiquement, il est grand et ressemble à un mandrill.
Il est jouable dans Crash Nitro Kart, mais uniquement sur Game Boy Advance, et également dans Crash Team Racing: Nitro-Fueled, dans lequel il devient un personnage facile.

### Nash
Nash est un requin cyborg anthropomorphe apparaissant dans Crash Nitro Kart. Il est le boss de Barin, une planète glaciale reposant sur l’extraction d’énergie. Il porte des lunettes contenant de l’eau pour hydrater ses yeux (qu’il ne cligne jamais) et il a été amélioré par la cybernétique pour être une pile électrique, ce qui fait qu’il ne dort jamais et a constamment besoin d’être en mouvement. En plus de son hyperactivité, Nash a aussi un tempérament d’enfant gâté : avant la course de boss, il fait un caprice à Velo parce qu’il n’est pas encore sur la course, mais il suffit d’un regard noir de l’empereur galactique pour lui faire regretter son geste. Ce caractère puérile le rend aussi très mauvais perdant, ce qui oblige Coco à pirater son interface pour qu’il fasse une sieste, ou bien Tiny de s’interposer entre lui et Cortex. N. Gin proposera également à ce dernier de le prendre comme sbire, ce que Cortex refusera, étant donné qu’il a perdu la course contre son équipe.
Nash est également jouable dans Crash Nitro Kart sur Game Boy Advance, et Crash Team Racing: Nitro-Fueled, dans lequel il devient un personnage centré sur l’accélération.

### Norm
Norm est un extraterrestre apparaissant dans Crash Nitro Kart. Il est le champion de la planète Fenomena, un monde psychédélique semblant accorder une importance au temps. Sa forme normale est petite et maigre, mais il dissimule à l’intérieur de lui une autre forme grande et ronde qu’il peut éjecter de son corps : chacune a une personnalité diamétralement opposée à l’autre.
Ses deux formes sont jouables dans la version Game Boy Advance de Crash Nitro Kart, et aussi dans Crash Team Racing: Nitro-Fueled, dans lequel Petit Norm devient un personnage équilibré et Gros Norm un personnage avancé.
Petit Norm (ou Norm)
Petit Norm (ou tout simplement Norm), et la forme normale de Norm. Il est petit (par rapport aux autres champions), est habillé comme un mime et se comporte comme tel, et il passe son temps libre à la lecture. Norm n'aime pas la course, et le fait uniquement car l'Empereur Velo XXVII le lui ordonne et pour satisfaire sa moitié, ce qui ne l’empêche pas d’être un des pilotes les plus redoutables du championnat. S’il n’aime pas courir, la cinématique suivant la course révèle qu’il déteste tout autant perdre une course, se réfugiant dans son livre après sa défaite ; il se peut qu’il cherche aussi à profiter de l’occasion parce qu’il sait qu’en cas de défaite, Velo confisquera sa bibliothèque en guise de punition.
Gros Norm (ou Big Norm)
Gros Norm est la deuxième moitié de Norm. Il est l'exact opposé de sa petite forme : il est grand, il parle, il aime la course, et il se montre également grossier et arrogant, n’hésitant pas à provoquer l'équipe de Crash et l'équipe du Docteur Neo Cortex avant la course. S’il déteste le maquillage de mime, il peut se mettre très en colère lorsque le docteur s’en moque; toutefois, même s’il supporte mal les provocations de ce dernier, à la surprise générale, il se montrera bon perdant avec les deux équipes après la course, encourageant sa moitié à faire de même avec l’équipe de Crash.

### Geary
Geary est un robot apparaissant dans Crash Nitro Kart. Il est le champion de la planète Teknee, une planète futuriste et hyperproductiviste, et donc le dernier obstacle avant Velo. Il peut passer sans prévenir d’un caractère arrogant et compétitif à une personnalité efféminée ressentant le besoin de nettoyer tout ce qu’il trouve. Si Velo n’apprécie guère cette seconde facette de son robot, il n’hésite pas à lui ordonner de nettoyer le circuit final après sa défaite.
Geary est jouable dans la version Game Boy Advance de Crash Nitro Kart, et fait son retour, toujours jouable, dans Crash Team Racing: Nitro-Fueled, dans lequel il devient un personnage équilibré.

### Zam et Zem
Ces deux personnages apparaissent dans Crash Nitro Kart comme compères de Nitros Oxide, puis dans Crash Team Racing: Nitro-Fueled. Dans les deux jeux, les compères sont déblocables, Zam étant un personnage facile et Zem un personnage avancé.
Zam ressemble à une espèce de croisement entre un chien et un lézard, ne sait pas parler et ne semble que grogner. Il semble être plus proche d’un animal de compagnie qu’un véritable partenaire.
Zem est une espèce d’extraterrestre vert, grand et autant adipeux que musclé. Il ne semble pas être très intelligent, aime les blagues de pets et semble avoir une affinité pour le heavy metal.

### Rilla Roo
Rilla Roo est un hybride issu du croisement entre un gorille et un kangourou. Il apparaît  dans Crash Bash en tant que personnage jouable de l'équipe d'Uka Uka. La personnalité de Rilla Roo est peu dévoilée, mais on apprend tout de même que ce dernier déteste être pris en photo et se considère comme quelqu'un de renfermé et raté. Après quasiment 20 ans d'absence, Rilla Roo revient en personnage jouable dans Crash Team Racing: Nitro-Fueled. Malheureusement, selon certains fans, le redesign du personnage ne ressemble pas du tout à l'original, c'est pourquoi les développeurs ajoutent plus tard un Rilla Roo "original", plus fidèle à son apparence d’origine et se touchant souvent le visage pour s’assurer qu’il soit bien modélisé. D'ailleurs, ils sont deux personnages à part entière, et n'ont pas les mêmes statistiques, l’un étant accessible aux nouveaux joueurs et l’autre réservé aux joueurs confirmés.

### Pasadena O'Possum
Pasadena est une jeune femelle opossum anthropomorphique aidant le vieux Von Clutch à retrouver sa gemme d'énergie noire dans Crash Tag Team Racing, jeu dans lequel elle est jouable et court pour son patron. Dans ce jeu, elle a un petit coup de foudre pour Crash, mais celui-ci étant un peureux professionnel, il s'est enfui avant qu'elle puisse lui poser la question ultime.
Pasadena est à nouveau jouable dans Crash Team Racing: Nitro-Fueled, devenant un personnage de difficulté avancée focalisé sur la vitesse.

### Ebenezer Von Clutch
Ebenezer Von Clutch est un cyborg apparaissant dans Crash Tag Team Racing, jeu dans lequel il est jouable. Vieil excentrique parlant avec un accent à la Papa Schultz, il est un grand fan de courses de voitures et a construit MotorWorld, un parc d’attractions dédié à ce sport et disposant de nombreuses pistes de courses. Il est également un grand fan du Docteur Neo Cortex, ce qui laisse supposer qu’il a lui-même fait des expérimentations génétiques pouvant expliquer l’existence de sa pilote Pasadena et de sa mascotte Willie Wumpa Cheeks.
Von Clutch ne survit que grâce à une gemme d'énergie noire sans laquelle ses jours sont comptés, une gemme dont le vol est à la source du scénario du jeu dans lequel il apparaît. Il semble également mal gérer son parc d’attraction, ses employés se plaignant souvent de leurs mauvaises conditions de travail auprès de Crash. Le vieux cyborg persiste toutefois à croire que son parc d’attractions peut attirer du monde et est donc pour cela prêt à l’offrir à quiconque retrouvera sa précieuse gemme noire ainsi que les gemmes violettes qui alimentent les différents secteurs de son parc.
Ebenezer Von Clutch revient dans Crash Team Racing: Nitro-Fueled, et devient pour l’occasion un personnage équilibré.

### Chick & Stew
Chick Gizzard Lips et Stew sont deux poulets mutants apparaissant dans Crash Tag Team Racing. Parodiant les commentateurs sportifs, ils apparaissent dans le mode aventure et se chargent de commenter les courses ainsi que de présenter chaque zone du parc MotorWorld.
Disposant d’une modeste crête rouge, Chick est le plus posé des deux, présentant chaque information avec un flegme impérial. En revanche, son compère Stew, à la flamboyante crête bleue, ne cache aucunement son excitation à chaque micro-événement, et il se livre également à des comparaisons douteuses lors de ses commentaires.
Chick et Stew réapparaîtront dans Crash Team Racing: Nitro-Fueled, où ils présenteront les nouveautés à chaque début d'un nouveau Grand Prix. À la suite d'une mise à jour en décembre, Chick et Stew deviennent des personnages jouables, le premier privilégiant l’équilibre et la maniabilité et le second se focalisant sur l’accélération pour abuser des dérapages.

### Le Roi Poulet
Le Roi Poulet est un personnage apparaissant dans Crash Team Racing: Nitro-Fueled en tant que pilote jouable. On ne sait pas grand chose sur lui, si ce n'est que c'est un poulet avec une couronne. Si la série est habituée aux animaux mutants ainsi qu’à des animaux « normaux » mais montrant des signes d’intelligence suffisants pour piloter une voiture, le Roi Poulet ne semble pas plus intelligent qu’un poulet normal : en course, il semble juste être installé dans le siège d’un véhicule en pilote automatique, et sur le podium, il se comporte avec la même indifférence dans la victoire comme dans la défaite. Ce manque de discernement fait qu’il peut être protégé par tous les masques lors d’une course, n’étant pas réellement bon ou mauvais.
Le Roi Poulet peut être débloqué en trouvant cinq œufs, chacun disséminés sur une des cinq parties de la carte du mode Aventure, et en réunissant ces œufs sur une porte située en face du portail menant au Temple Tigre dans les Ruines Perdues. Il est le premier personnage étant par défaut de la catégorie Glissade, une catégorie avancée offrant autant un bonne vitesse qu’un bon contrôle sur le véhicule, mais dont la faible accélération rend la moindre erreur fatale.

### Yaya Panda
Yaya Panda est un personnage issu des jeux de courses pour téléphones mobiles Crash Nitro Kart 2, Crash Bandicoot Nitro Kart 3D et Crash Bandicoot Nitro Kart 2. C'est une panda femelle, avec une coupe de cheveux noire et des yeux verts. Elle porte également une tenue de course verte.
Elle redevient jouable dans Crash Team Racing: Nitro-Fueled en tant que personnage avancé, et a même changé de tenue, portant désormais un kimono vert. Comme certains nouveaux personnages disponibles dans ce jeu, elle est capable à présent de parler, et elle semble avoir développé une affinité pour les arts martiaux.

### Hasty
Hasty est un renne avec une tenue d'aviateur. Il fait partie des pilotes jouables de Crash Team Racing: Nitro-Fueled, dans la catégorie Glissade.
Hasty serait inspiré d'une légende urbaine sur un personnage s'appelant Fasty, une espèce d'hippopotame qui aurait dû à l'origine apparaître dans le tout premier Crash Team Racing, mais qui aurait finalement été retiré de la version finale.

### Mr. Crumb
Mr. Crumb est un squelette fantomatique et le principal antagoniste du jeu Crash Bandicoot (99X). Homme immensément riche de son vivant, son fantôme continue de hanter son manoir afin que personne ne vole sa fortune. Mr. Crumb réapparaît dans le jeu mobile Crash Bandicoot: On the Run! : la saison 6 "Dimension des hurlements de Mr Crumb" est centrée sur le personnage.

### Willie Wumpa Cheeks
Willie Wumpa Cheeks apparaît dans Crash Tag Team Racing. C’est un fruit Wumpa géant disposant d’un visage, de bras et de jambes, et c’est également la mascotte du parc MotorWorld de Ebenezer Von Clutch.
Pour des raisons inconnues (probablement par exaspération pour la sénilité de son patron et créateur), il vole la gemme noire qui permet à Von Clutch de rester en vie. Il finira par avouer ses crimes car personne de la bande n'est assez intelligent pour deviner que c'était lui (en effet, tout le monde pense que c’est Crash, alors même qu’il est celui qui a ramené toutes les gemmes dérobées, juste parce qu’il boit un jus de fruit similaire au jus que peut évacuer le fruit géant). Willie voudra prendre la fuite à bord d’une fusée située dans Astro Land, mais il se fera arrêter par l'équipe des Bandicoots. A la fin, Cortex le liquéfiera avec son pistolet, mais Willie étant toujours en vie, on ignore ce qu'il est devenu.

### Le Vicomte
Le Vicomte est l'une des personnes les plus riches du monde entier. C'est un diable de Tasmanie avec un costume blanc et un noeud papillon rouge. Il apparait dans Crash Boom Bang. Ses ambitions sont seulement de voir sa fortune augmenter sans cesse, et il est prêt à la donner en intégralité à la personne qui trouvera ce qu'il cherche depuis toujours. Le Vicomte a passé la majeure partie de sa vie à rechercher ce que son grand-père ne trouva jamais auparavant : une gemme splendide aux pouvoirs fabuleux, appelé le "Cristal aux Pouvoirs Suprêmes". Ce Cristal tant recherché par le Vicomte est capable de réaliser le plus grand souhait de quiconque le touchant. Désespéré, le Vicomte a alors fait appel à des champions afin que ces derniers retrouvent ce magnifique trésor. Il organisa donc le "World Cannonball Race", qui consistait à faire une chasse au Cristal. Le Vicomte promit ainsi de récompenser la personne trouvant ce Cristal avec 100 000 000 $ de sa propre fortune. Les membres choisis pour cette chasse au Cristal furent alors Crash, Coco, Crunch, Faux Crash, Tawna, Pinstripe, Cortex et Pura.

### Spyro
Bien qu'il soit le personnage principal d'une série portant son nom, Spyro le dragon apparaît dans Crash Bandicoot : Fusion en tant qu'allié de Crash. Il fait un caméo dans Crash TwinSanity où il enflamme N. Tropy, N. Gin et N. Brio lorsqu'ils tentent de voler le trésor des Jumeaux Maléfiques avant Crash, Cortex et Nina.
Spyro est également un personnage jouable dans Crash Nitro Kart sur Game Boy Advance, et dans Crash Team Racing: Nitro-Fueled, dans lequel il devient un personnage avancé. Ensuite, il refera un caméo dans Crash Bandicoot 4: It's About Time (il y a une bouée à son effigie au début du jeu ainsi qu'un ballon géant dans la parade du niveau intitulé "Décalé").
Dans Crash Bandicoot : On the run !, il apparaît dans la saison 3 "Bataille des dragons", tandis que sa version plus sombre "Dark Spyro" apparaît en tant que boss.
Dans Crash Team Rumble, il refait une nouvelle apparition en tant que personnage jouable. Il est dans la catégorie Encaisseur.

### Gnasty Gnorc
Personnage de l'univers de Spyro, il fait sa première apparition en tant que personnage jouable dans Crash Team Racing: Nitro-Fueled, dans lequel il devient un personnage facile.
Dans Crash Bandicoot : On the run !, il apparaît en tant que boss du jeu dans la saison 3 "Bataille des dragons".

### Ripto
Personnage de l'univers de Spyro, il fait sa première apparition en tant que boss dans Crash Bandicoot Fusion aux côtés du Dr Néo Cortex.
Dans Crash Team Rumble, il refait une nouvelle apparition en tant que personnage jouable. Il est dans la catégorie amplificateur.

### Chasseur
Personnage de l'univers de Spyro, Chasseur le guépard fait sa première apparition en tant que personnage jouable dans Crash Team Racing: Nitro-Fueled, dans lequel il devient un personnage équilibré.

### Elora
Personnage de l'univers de Spyro, Elora le faune fait sa première apparition dans Crash Team Rumble à partir de la saison 3 en tant que personnage jouable. Elle est dans la catégorie bloqueur.

## Distribution
Crash Bandicoot : Brendan O'Brien (1996-1998), Chip Chinery (1999), Steve Blum (2003), Jess Harnell (2005-2020), Scott Whyte (2020)
Docteur Neo Cortex : VO : Brendan O'Brien (1996), Clancy Brown (1997-2003), Lex Lang (2004-2020), / VF : Philippe Smolikowski (1997-1999), Henri Labussière (2001), Martial Le Minoux (2003-2020)
Aku Aku : VO : David Siller (onomatopées, 1996), Mel Winkler (1998-2004), Greg Eagles (2007-2020) / VF : Emmanuel Bonami (1998-1999), Martial Le Minoux (2000), Jean-Claude Donda (2001), Sylvain Lemarié (2003-2020)
Dr Nitrus Brio : Brendan O'Brien (1996-2000), MauriceLaMarche (2008-2017), Tom Kenny (2019), Roger Craig Smith (2020) / VF : Pierre-Alain de Garrigues (2008-2017, 2020), Philippe Spiteri (2019)
Coco Bandicoot : VO : Vicki Winters (1997), Hynden Walch (1999), Debi Derryberry (2001-2019), Eden Rigel (2020) / VF : Laurence Dourlens (1997), Framboise Gommendy (1999), Virginie Ledieu (2001), Natacha Gerritsen (2004-2005), Frédérique Marlot (2007-2019), Brigitte Guedj (2020)
Docteur N. Gin : VO : Brendan O’Brien (1997-1999), Corey Burton (2001, 2017-2020), Quinton Flynn (2003-2004), Nolan North (2005-2008) / VF : Nathalie Bienaimé (1997-1999), Bernard Bouillon (2004), Christophe Lemoine (2005), Damien Laquet (2007-2008), Patrice Baudrier (2017-2020)
Tiny Tiger : VO : Brendan O'Brien (1997-2001), John DiMaggio (2003, 2017-2019), Chris Williams (2007) / VF : Philippe Smolikowski (1998), Alain Dorval (2003), Jérémy Prévost (2007), Patrick Borg (2017-2019)
Uka Uka : VO : Clancy Brown (1998-2003), Alex Fernandez (2004), John DiMaggio (2007-2020) / VF : Philippe Smolikowski (1998-1999), Jean-Claude Donda (2001), Sylvain Lemarié (2003-2004, 2017-2020), Marc Alfos (2007-2008)
Docteur Nefarious Tropy : VO : Michael Ensign (1998-1999, 2003-2004), Corey Burton (2017-2020) / VF : Martial Leminoux (2003-2004), Jérémy Zylberberg (2004), Gilbert Lévy (2017), Stéphane Ronchewski (2019-2020)
Dingodile : VO : William Hootkins (1998), David Anthony Pizzuto (1999), Dwight Schultz (2003-2004), Nolan North (2007), Fred Tatascore (2017-2020) / VF : Eric Peter (1998-1999), Alexis Tomassian (2003-2004), Féodor Atkine (2004), Gilbert Lévy (2017), David Krüger (2019-2020)
Crunch Bandicoot : VO : Kevin Michael Richardson (2001-2003), Chris Williams (2005-2008), Ike Amadi (2019) / VF : Jean-Claude Donda (2001), Martial Le Minoux (2003-2019)
Nina Cortex : VO: Susan Silo (2004), Amy Gross (2005-2008), Debi Derryberry (2019) / VF : Claire Guyot (2005-2008), Caroline Pascal (2019)